# Phormictopus auratus
Phormictopus auratus là một loài nhện trong họ Theraphosidae.
Loài này thuộc chi Phormictopus. Phormictopus auratus được miêu tả năm 2005 bởi Ortiz & Bertani.
Tên thường gọi khác là Cuban Bronze

## Hình ảnh

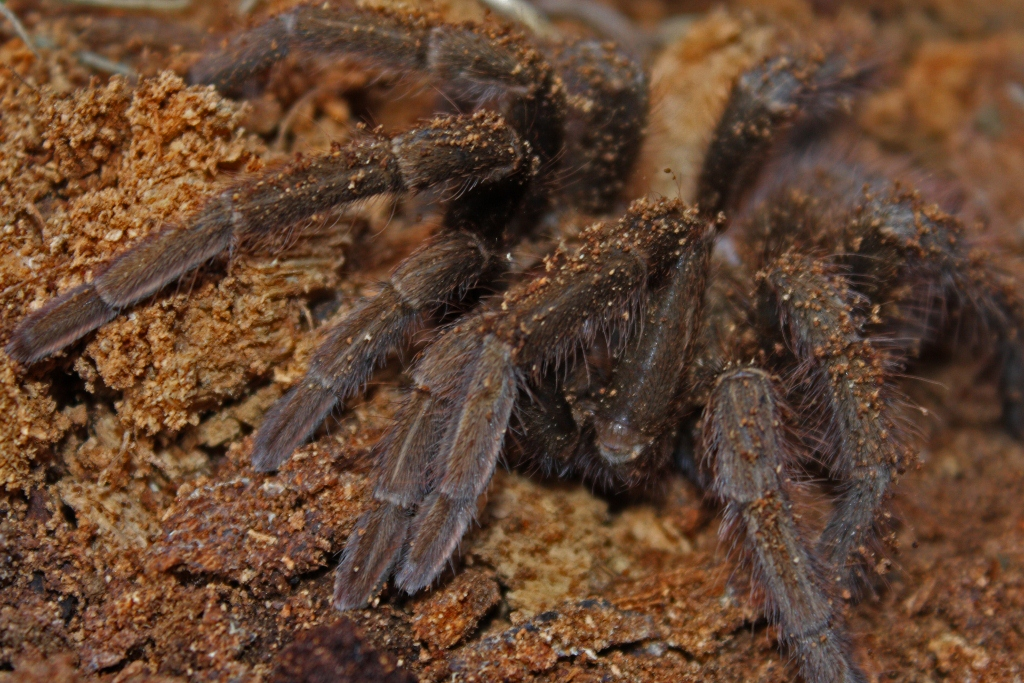
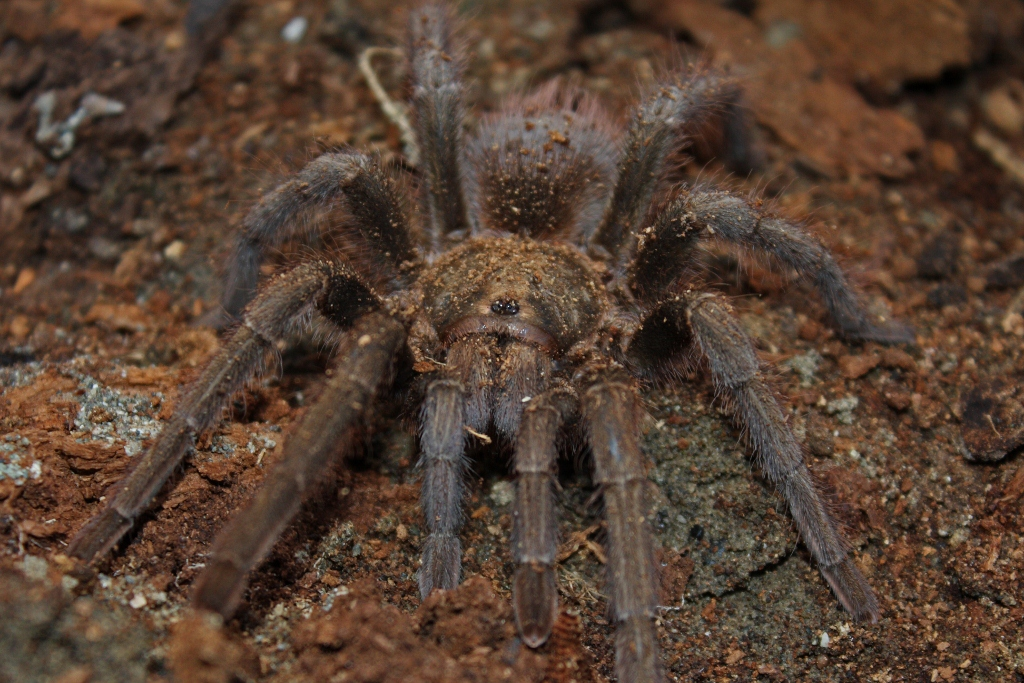
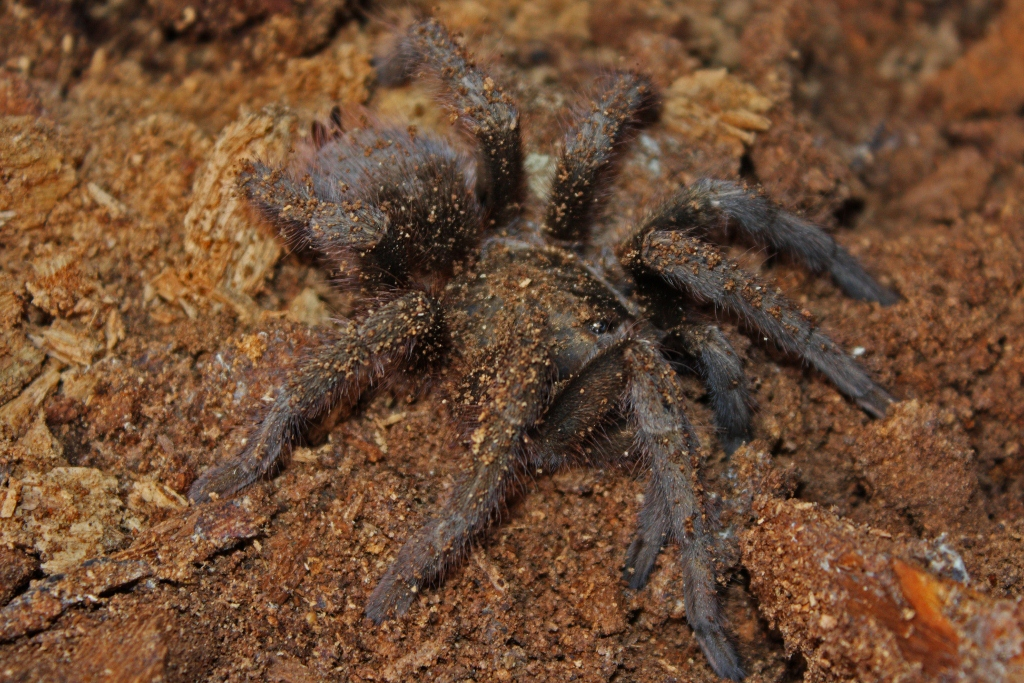